# 變容二極體
变容二极管（英語：Varicap diode），又稱变容二极管、可变电容二极管、可变电抗二极管或调谐二极管，是电子学中一种旨在利用反向偏置p-n 结电压相关电容的二极管。

## 应用
变容二极管用作压控电容器。它们通常用于压控振荡器、参量放大器和倍频器。
压控振荡器有许多应用，例如调频发射机的频率调制和锁相环。锁相环用于调谐许多收音机、电视机和蜂窝电话的频率合成器。
压敏电阻由 Ramo Wooldridge公司 的 Pacific Semiconductor 子公司开发，该子公司于 1961 年 6 月获得了该设备的专利。该设备名称也被Pacific Semiconductors 的继任者TRW Semiconductors注册为“Varicap”商标，在1967 年 10 月。这有助于解释该设备投入使用时的不同名称。

## 操作

变容二极管的操作。空穴为蓝色，电子为红色，耗尽区为白色。电极位于顶部和底部。

变容二极管在反向偏置状态下工作，因此没有直流电流流过器件。反向偏置量控制耗尽区的厚度，因此控制变容二极管的结电容。电容变化特性取决于掺杂分布。通常，对于突变的结轮廓，耗尽区厚度与施加电压的平方根成正比，而电容与耗尽区厚度成反比。因此，电容与施加电压的平方根成反比。对于超突变结轮廓电容变化更非线性，但超突变变容电容具有较大的电容变化并且可以在较低电压下工作。
所有二极管都表现出这种可变结电容，但制造变容二极管是为了利用这种效应并增加电容变化。
该图显示了具有由 ap-n 结形成的耗尽层的变容二极管的横截面示例。该耗尽层也可以由MOS或肖特基二极管制成。这在CMOS和MMIC技术中很重要。

## 电路中的应用

### 调谐电路
通常，在电路中使用变容二极管需要将其连接到调谐电路，通常与任何现有的电容或电感并联。将直流电压作为反向偏置施加在变容二极管上以改变其电容。必须阻止直流偏置电压进入调谐电路。这可以通过放置一个电容比变容二极管最大电容大约 100 倍的隔直电容器与其串联，并通过将来自高阻抗源的直流电施加到变容二极管阴极和隔直电容器之间的节点来实现，如下所示如附图中左上角的电路所示。

使用变容二极管的示例电路

由于没有明显的直流电流流过变容二极管，将其阴极连接回直流控制电压电阻器的电阻值可以在 22 kΩ 到 150 kΩ 的范围内，而隔直电容的值可以在 5-100 nF 的范围内. 有时，对于非常高 Q 值的调谐电路，电感器与电阻器串联放置，以增加控制电压的源阻抗，以免加载调谐电路并降低其 Q 值。
另一种常见的配置使用两个背对背（阳极到阳极）变容二极管。（参见图中左下角的电路。）第二个变容二极管有效地替代了第一个电路中的隔直电容。这将总电容和电容范围减少了一半，但具有降低每个器件两端电压的交流分量的优点，并且如果交流分量具有足够的幅度以将变容二极管偏置为正向传导，则具有对称失真。
在设计带有变容二极管的调谐电路时，通常好的做法是将变容二极管两端电压的交流分量保持在最低水平，通常小于 100 mV 峰峰值，以防止二极管电容变化太大，这会导致信号失真和添加谐波。
第三个电路，在图表的右上角，使用两个串联的变容二极管和单独的直流和交流信号接地连接。直流接地显示为传统接地符号，交流接地显示为空心三角形。接地分离通常用于 (i) 防止来自低频接地节点的高频辐射，以及 (ii) 防止交流接地节点中的直流电流改变有源器件（如变容二极管和晶体管）的偏置和工作点。
这些电路配置在电视调谐器和电子调谐广播 AM 和 FM 接收器以及其他通信设备和工业设备中非常常见。早期的变容二极管通常需要 0-33 V 的反向电压范围才能获得其完整的电容范围，但仍然非常小，约为 1-10 pF。这些类型曾经——现在仍然——广泛用于电视调谐器，其高载波频率只需要电容的微小变化。

随着时间的推移，变容二极管被开发出来，其电容范围很大，100-500 pF，反向偏压变化相对较小：0-5 V 或 0-12 V。这些较新的设备也允许实现电子调谐 AM 广播接收器作为许多其他功能，需要在较低频率（通常低于 10 MHz）下进行较大的电容变化。零售店中使用的一些电子安全标签阅读器设计需要在其压控振荡器中使用这些高电容变容二极管。

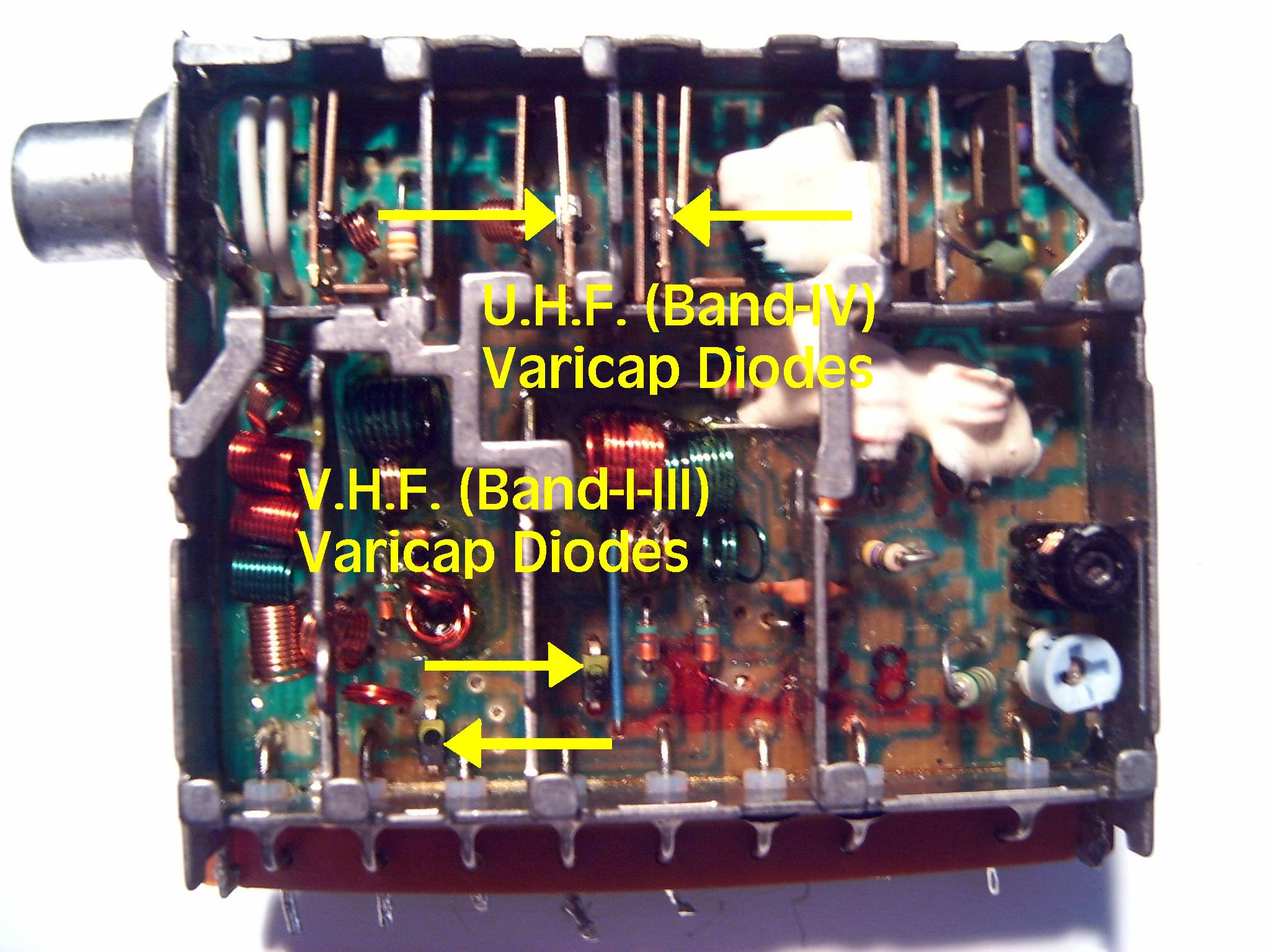
澳大利亚市场乐队 I-III-U 电视调谐器，变容二极管被突出显示

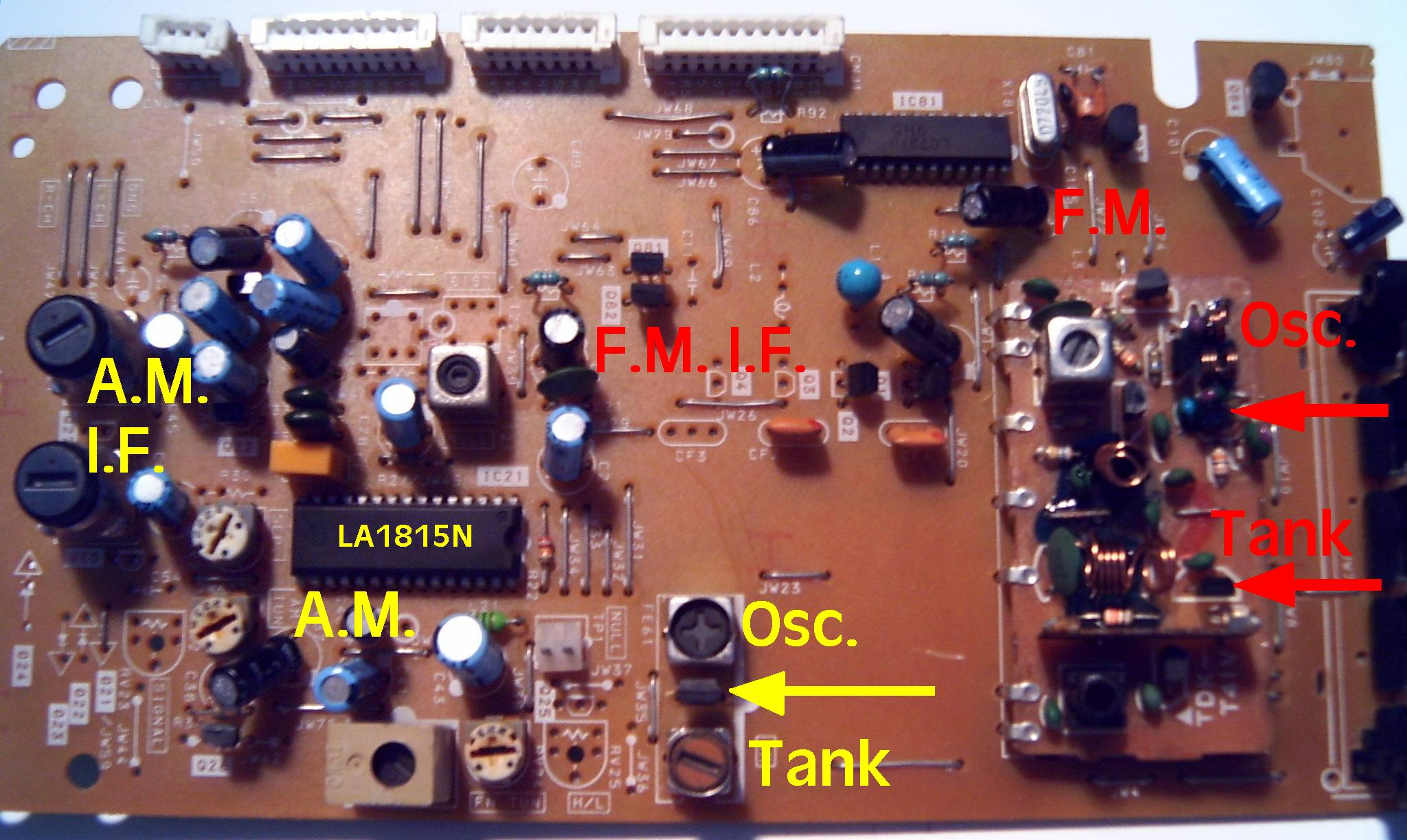
的消费类 AM-FM 广播调谐器，变容二极管被突出显示

页面顶部描述的三个引线器件通常是单个封装中的两个共阴极连接的变容二极管。在右图所示的消费类 AM/FM 调谐器中，单个双封装变容二极管可同时调整谐振电路（主站选择器）的通带和本地振荡器每个都有一个可变电容。这样做是为了降低成本——本可以使用两个双封装，一个用于槽路，一个用于振荡器，总共四个二极管，这就是 LA1851N AM 无线电芯片的应用数据中所描述的。FM 部分中使用的两个低电容双变容二极管（其工作频率大约高 100 倍）用红色箭头突出显示。在这种情况下，使用了四个二极管，通过一个用于槽路/带通滤波器的双封装和一个用于本地振荡器的双封装。

## 谐波乘法
在某些应用中，例如谐波乘法，大信号幅度的交流电压被施加到变容二极管上，以故意以信号速率改变电容以产生更高的谐波，通过滤波提取这些谐波。如果通过变容二极管驱动施加足够幅度的正弦波电流，则所得电压将“峰值”成更三角形的形状，并产生奇次谐波。
这是一种早期用于产生中等功率微波频率的方法，在 1-5 瓦时为 1–2 GHz，在开发出足够的晶体管以在此更高频率下工作之前，从 3-400 MHz 频率下的大约 20 瓦开始。这种技术仍然用于产生更高的频率，在 100 GHz – 1 THz 范围内，即使是最快的 GaAs 晶体管仍然不够用。

## 替代
所有半导体结器件都表现出这种效应，因此它们可以用作变容二极管，但它们的特性不会受到控制，并且批次之间可能会有很大差异。
流行的临时变容二极管包括 LED、1N400X 系列整流二极管、肖特基整流器和使用集电极-基极结反向偏置的各种晶体管，特别是2N2222和BC547。 只要交流幅度保持较小，反向偏置晶体管的发射极 - 基极结也非常有效。在雪崩过程开始进行之前，最大反向偏置电压通常在 5 到 7 伏之间。具有更大结面积的更高电流器件往往具有更高的电容。飞利浦 BA 102 变容二极管和普通齐纳二极管1N5408，表现出类似的结电容变化，除了 BA 102 具有与结电容相关的一组特定特性（而 1N5408 没有）并且 1N5408 的“Q”较小。
在开发变容二极管之前，电机驱动的可变电容器或可饱和铁芯电抗器被用作 VCO 和二战德国频谱分析仪等设备的滤波器中的电控电抗。

## 延伸阅读
- - 摩顿森，肯尼斯 E.（1974 年）。可变电容二极管：用于射频和微波应用的变容二极管、电荷存储和 PIN 二极管的操作和表征。马萨诸塞州戴德姆：Artech House。
- Penfield, Paul 和 Rafuse, Robert P. (1962)。变容二极管应用。剑桥，麻省理工学院出版社